# Нове Сотріно
Нове Со́тріно (рос. Новое Сотрино) — селище у складі Сєровського міського округу Свердловської області.
Населення — 40 осіб (2010, 47 у 2002).
Національний склад населення станом на 2002 рік: росіяни — 92 %.